# موردوویا
موردوویا (به روسی: Респу́блика Мордо́вия, Respublika Mordoviya) یکی از جمهوری‌های روسیه است.
پایتخت آن شهر سارانسک و جمعیت آن ۸۳۴٬۷۵۵ نفر است (سال ۲۰۱۰)

## جغرافیا
رودها:
- آلاتیر
- ایسا
- موکشا
- ساتیس
- سیویس
- سورا
- واد

## مردم
گروه‌های نژادی :
- موردوویایی = ۳۱٫۹ %
- روسی = ۶۰٫۸ %
- تاتار = ۵٫۲ %
- اوکرائینی = ۰٫۵ %
- دیگران = ۱٫۵ %

## اقتصاد
ماشین‌های ساختمان سازی، صنایع چوب، شیمیایی و صنایع غذایی

## نگارخانه

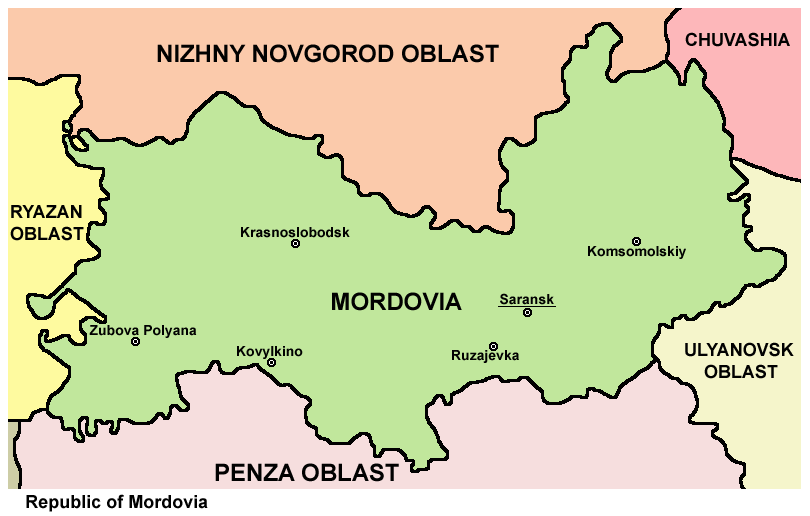

## منابع

جمهوری آدیغیه در نقشهٔ روسیه.